# Justicia leonardii
Justicia leonardii es una especie de planta floral del género Justicia, familia Acanthaceae.
Es nativa del Golfo de México y Noreste de México.

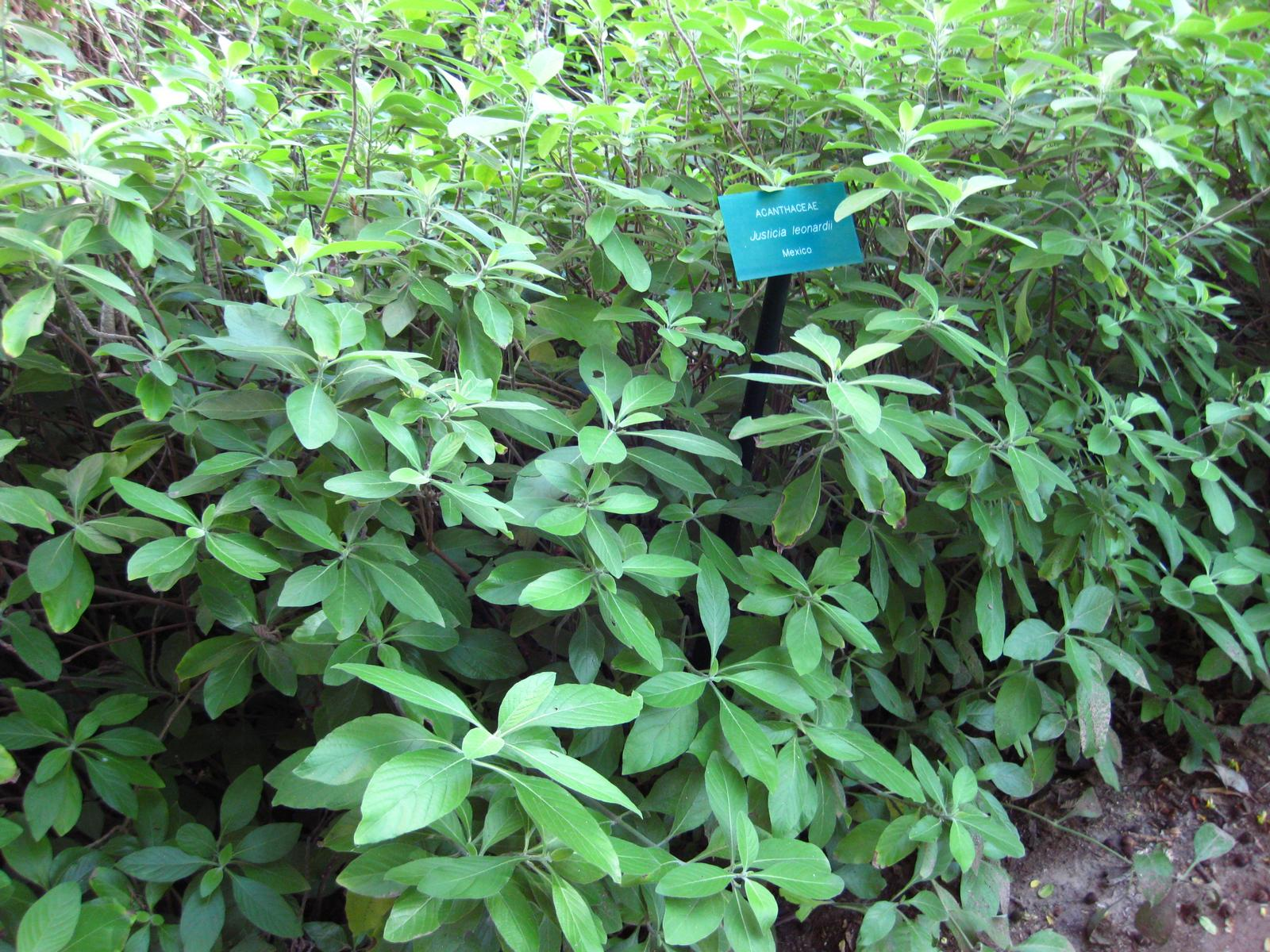
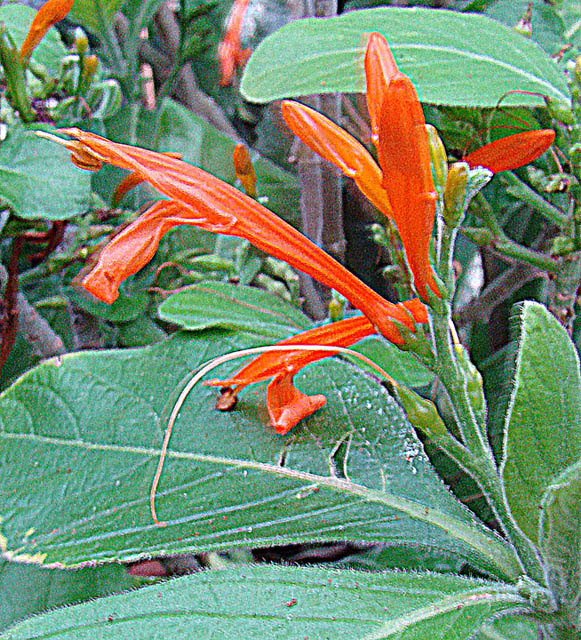